# Nephrotoma consularis consularis
Nephrotoma consularis consularis is een tweevleugelige uit de familie langpootmuggen (Tipulidae). De soort komt voor in het Neotropisch gebied.